# Polypodium virginianum
Espèce
Polypodium virginianum est une espèce de fougères de la famille des Polypodiaceae.

## Synonymes
- Polypodium vulgare auct. p.p. non L. (à ne pas confondre avec Polypodium vulgare L.)
- Polypodium vulgare var. virginianum (L.) Eat.
- Polypode de Virginie

## Description
Cette plante pousse sur les rochers des montagnes des Appalaches et de la Montérégie. Le nom polypode vient du rhizome fait de plusieurs pieds qui permettent à la fougère de s'agripper aux rochers.